# Boyd Irwin
Pour les articles homonymes, voir Irwin.
Boyd Irwin, né le 12 mars 1880 à Brighton et mort le 22 janvier 1957 à Los Angeles est un acteur anglais de théâtre et de cinéma. Il apparaît dans plus de 130 films entre 1915 et 1948.

## Théâtre
- 1933 : Under Glass
- 1933 : Yoshe Kalb
- 1934 : A Hat, a Coat, a Glove

## Filmographie partielle
- 1915 : For Australia (en) de Monte Luke (en)

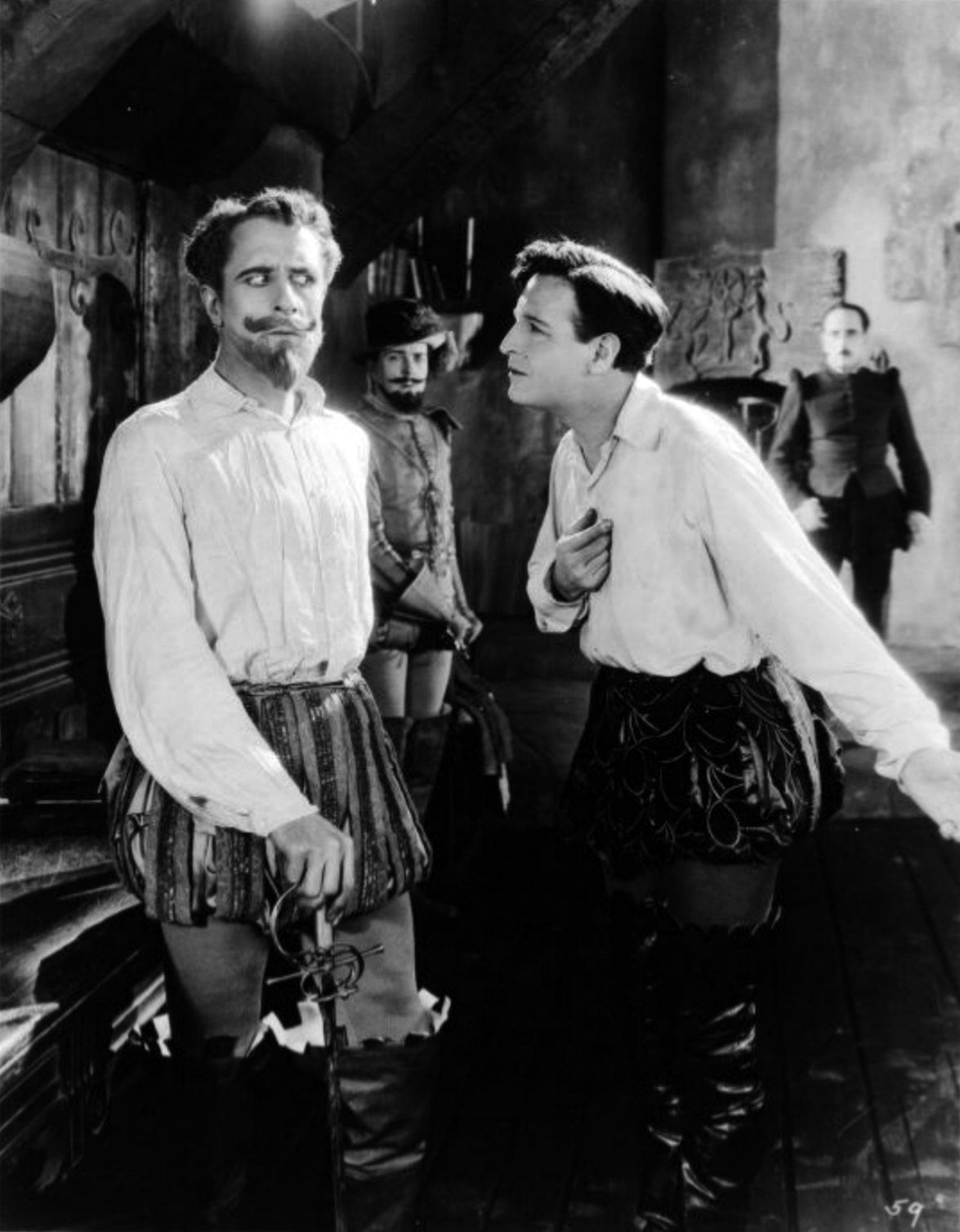
Boyd Irwin et Conway Tearle dans Cendres de vengeance (1923).

- 1917 : The Church and the Woman de Raymond Longford
- 1918 : The Woman Suffers  de Raymond Longford
- 1920 : The Luck of Geraldine Laird (en)
- 1920 : A Lady in Love (en)
- 1920 : The Fatal Sign (en)
- 1921 : Les Trois Mousquetaires de Fred Niblo
- 1923 : Cendres de vengeance de Frank Lloyd
- 1923 : Enemies of Children de Lillian Ducey et John M. Voshell
- 1924 : Le Capitaine Blood de David Smith
- 1930 : Madame Satan de Cecil B. DeMille
- 1935 : Cardinal Richelieu de Rowland V. Lee
- 1936 : La Charge de la brigade légère de  Michael Curtiz
- 1936 : Give Me Liberty de B. Reeves Eason
- 1936 : Meet Nero Wolfe de Herbert J. Biberman
- 1939 : The Fatal Witness de Lesley Selander
- 1939 : Sky Patrol de Howard Bretherton
- 1944 : Une heure avant l'aube (The Hour Before the Dawn) de Frank Tuttle
- 1945 : The Fatal Witness de Lesley Selander
- 1947 : Monsieur Verdoux de Charlie Chaplin